# Tatort: Transit ins Jenseits
Transit ins Jenseits ist ein Krimi der Reihe Tatort und wurde vom Sender Freies Berlin produziert unter Redaktion von Jens-Peter Behrend. In seinem zweiten Tatort muss Kommissar Schmidt einen Todesfall auf der Transitstrecke von West-Berlin in die Bundesrepublik Deutschland aufklären. Die Erstausstrahlung am 5. Dezember 1976 in der ARD erreichte einen Marktanteil von 44,00 Prozent. Das Szenenbild stammt von Gerd Staub und die Kostüme von Cornelia Kampmann. Für die Maske waren Erna Angermann und Brigitta Wehrand zuständig. Den Ton verantworteten Harry Utikal und Hans-Dieter Schwarz.

## Handlung
Horst Bremer steht in einem Hinterhof in Berlin-Kreuzberg und beobachtet eine Bewohnerin des dortigen Mietshauses, die Kellnerin Erika Marquart. Er folgt ihr zum Supermarkt und bis zurück nach Hause, notiert sich die Namen ihrer Nachbarn und ruft sie aus der Telefonzelle heraus an, ohne sich zu melden. Zusammen mit seinem Komplizen Martin Poll sucht er auch die Gaststätte auf, in der sie arbeitet, allerdings sitzen die beiden getrennt und kommunizieren heimlich. Poll macht am nächsten Tag heimlich Fotoaufnahmen von Erika. Bremer sucht am Abend erneut die Gaststätte auf und sucht diesmal das Gespräch mit ihr. Während Poll die Fotoaufnahmen von Erika entwickelt, bekommt er Besuch von Kommissar Schmidt und seinem Assistenten Hassert, die ihn zu einem Mordfall Hagemann befragen, in den Poll wohl verwickelt war. Er gibt vor, damit abgeschlossen zu haben und nicht mehr allzu viel zu wissen, um die Beamten schnell loszuwerden. Dabei fallen Schmidt unterbewusst die gerade entwickelten Aufnahmen von Erika auf. Kurz darauf sieht man Bremer und Erika, die sich offensichtlich sehr schnell näher gekommen sind. Bremer kann Poll berichten, dass Erika Schulden bei ihrem Chef in Höhe von DM 5.000,- hat. Bremer gibt Poll zudem die Maße von Erika bekannt.
Mittlerweile ist Erika verliebt in Bremer. Erika findet bei Bremer ein Foto von einer Frau, er behauptet, es handele sich um Gisela, die Verlobte seines Bruders und behauptet, dass die Geschichte dahinter „nicht so lustig“ sei. Sie würde in der DDR leben und keine Ausreisegenehmigung bekommen. Sein Bruder würde sehr unter der Situation leiden, deshalb bemühe er sich, einen Weg finden, sie in den Westen zu holen. Bremer erläutert Erika den Plan. Er wolle, da sein Bruder selbst erst seit zwei Jahren im Westen sei und nicht mehr in die DDR dürfe, mit einer Frau, die Gisela ähnlich sehe, in die DDR fahren. Ein zweiter Wagen mit einem Freund fahre hinterher. Auf einem Rastplatz würde dann Gisela die Stelle der westdeutschen Frau einnehmen. Bremer würde dann mit ihr und den Ausweispapieren der westdeutschen Frau über die Grenze nach Bayern fahren. Die westdeutsche Frau sollte dann im Kofferraum des Komplizen ebenfalls über die Grenze fahren. Es sei sicherer, zwei Autos zu nehmen, falls man erwischt werde, wären Bremer und Gisela schon im Westen, und die Frau im Kofferraum könnte dann erzählen, sie sei auf dem Rastplatz von der Toilette gekommen und ihr Fahrer sei mit ihren Papieren einfach weggefahren. Bremers Komplize hätte sie dann im Kofferraum mitgenommen, um ihr aus der misslichen Lage auf der Transitstrecke herauszuhelfen. Da eine Überprüfung durch die DDR-Grenzer in so einem Fall ergeben hätte, dass die Frau im Kofferraum wirklich aus West-Berlin oder der Bundesrepublik stammt, hätte diese keine Strafe zu befürchten. Er deutet an, ein Mädchen zu haben, doch diese fordere jetzt schon 7.000,- DM statt der vereinbarten 5.000,- DM, zudem hätte sie so etwas schon einige Male gemacht und Bremer befürchte, dass sie dann auffliegen könnten. Mit diesem Trick bekommt Bremer Erika dazu, für 5.000,- DM mitzumachen, wie es von Bremer und Poll auch geplant war.
In den folgenden Tagen übt Erika mit Bremer das Fahren im Kofferraum des geliehenen Opel Admiral, um sich an die Umstände am Fluchttag zu gewöhnen. Erika färbt sich sogar die Haare blond, da Gisela blonde Haare hat. Zudem aktualisiert sie entsprechend ihr Foto in ihrem Personalausweis, damit Gisela dem Foto ähnlich sieht. Erika verabschiedet sich von ihrem Chef, sie hat sich zwei Tage Urlaub genommen unter dem Vorwand, zu einer Beerdigung nach Westdeutschland zu fahren. Am Grenzübergang Dreilinden treffen Bremer und Erika Poll, der mit einem schwarzen Mercedes-Benz 200 die Transitstrecke durchfahren wird und Erika auf dem Rastplatz mit in den Kofferraum nehmen soll. Sie passieren den Grenzübergang zur DDR ohne Probleme und machen sich auf den Weg über die Transitstrecke nach Hof. Die Fahrt verläuft ohne Zwischenfälle und sie liegen gut im Zeitplan, bis sie von der Volkspolizei angehalten werden. Das Auto der westdeutschen Familie Wagenknecht ist liegengeblieben und die Volkspolizisten weisen Bremer an, Pannenhilfe zu leisten. Er hat keine andere Wahl, als dieser Aufforderung Folge zu leisten, was den Zeitplan der Fluchthilfe zunichtemacht. Während Bremer Pannenhilfe leisten muss, sieht er, wie Poll, der zeitversetzt gefahren ist, die Stelle passiert. Währenddessen wartet Gisela auf dem vereinbarten Rastplatz auf ihre Fluchthelfer. Nachdem Bremer die Pannenhilfe beendet hat, setzt er, zusätzlich durch die hektische Familie Wagenknecht genervt, gehetzt die Reise fort. Endlich kann Bremer den nur wenige Meter hinter der Pannenstelle liegenden Rastplatz anfahren, um dort Gisela aufzunehmen. Poll jedoch musste aufgrund der Verzögerung und der Präsenz der Volkspolizei unmittelbar vor dem Rastplatz weiterfahren. Bremer entscheidet sich deshalb, Erika in seinem eigenen Kofferraum zu verstecken, allerdings fährt in diesem Moment ein Trabant den Rastplatz an, so dass Erika stattdessen ins Auto einsteigt, um keinen Verdacht zu schöpfen. Bremer möchte Erika an einem späteren Rastplatz im Kofferraum verstecken. Durch die ungeplante Aktion ergibt sich die Gelegenheit, dass sich Erika und Gisela unterhalten. Bremer versucht, die Unterhaltung auch unter Gewaltanwendung zu unterbinden. Erika erfährt, dass Gisela nicht die Verlobte von Bremers angeblichem Bruder ist. Sie kennt weder Bremer noch seinen Bruder privat. Erika erkennt, dass sie in eine kommerzielle Fluchthilfe verwickelt wurde und fühlt sich benutzt.
Bremer erreicht einen weiteren Rastplatz, um Erika im Kofferraum zu verstecken. Da sie nicht mehr bei dem Fluchtplan mitmachen will, bietet er ihr mehr Geld an. Doch weil sie zu verletzt ist, will sie aussteigen und läuft vor Bremer davon. Bremer versucht, sie einzufangen, dabei stürzt Erika unglücklich, schlägt sich den Kopf auf und ist auf der Stelle tot. Bremer versteckt die Leiche notdürftig in einer abgelegten Betonröhre auf einer Baustelle direkt neben dem Rastplatz und setzt mit Gisela die Reise fort. Gisela ist geschockt über den Vorfall, den sie vom Auto aus beobachtet hat, hat aber keine andere Wahl, als die Flucht trotz der Umstände mit Bremer fortzusetzen. Bremer hat Erikas Leiche vor der Weiterfahrt noch die Handtasche abgenommen, da sich in ihr der Personalausweis befindet, den Gisela zu ihrer Flucht benötigt. Der Familienvater eines direkt nach Bremers Weiterfahrt auf dem Rastplatz ankommenden West-Berliner Paares findet Erikas Leiche, verständigt aber, offensichtlich aus Angst vor Repressalien oder Verdächtigungen, nicht die Volkspolizei. Bremer instruiert ungerührt Gisela, sich die Daten aus Erikas Personalausweis genau einzuprägen, damit an der Grenze der weitere Verlauf ohne Störungen erfolgt. Gisela ist schockiert über Bremers Kaltblütigkeit und möchte den Fluchtversuch abbrechen. Doch Bremer blockt ab und meint, der Plan müsse nun durchgeführt werden. Um sicherzugehen, dass sie mitkommt, nimmt er ihr die Handtasche ab. Sie kommen ohne Probleme über die Grenze nach Westdeutschland. An der Raststätte Rudolphstein direkt hinter der Grenze treffen sich Poll und Bremer wieder. Bremer berichtet dem sichtlich überraschten Poll, die Geschehnisse. Gisela fährt mit Poll weiter nach München, um dort in einem Hotel unterzukommen. Bis die Angelegenheit geklärt ist, soll sie die Identität von Erika Marquart annehmen. Diese weigert sich, aber Poll erklärt ihr, dass sie keine andere Wahl habe.
Bremer sucht den Drahtzieher der kommerziellen Fluchthilfe auf, dieser sagt ebenfalls, dass es keine Probleme gäbe, solange sie eine „Erika Marquart“ hätten. Die West-Berliner Polizei bekommt unterdessen ein Fernschreiben der DDR-Behörden, dass an der Transit-Strecke eine die Leiche einer Frau gefunden wurde, die wahrscheinlich der Kleidung nach aus der Bundesrepublik oder West-Berlin stammt und den Spuren nach möglicherweise einem Gewaltverbrechen zum Opfer gefallen ist. Gisela spielt unterdessen das Spiel der Gangster mit und gibt sich als Erika Marquart aus. Schmidt und Hassert ermitteln unterdessen, Schmidt erinnert sich, das Gesicht von Erika schon einmal gesehen zu haben, weiß aber nicht wo genau. Es gibt keine Vermisstenanzeige, die auf die für die Beamten unbekannte Tote passt. Im Fotolabor des Polizeipräsidiums erinnert sich Schmidt plötzlich an die Fotos, die er bei Poll gesehen hat. Hassert und er eilen daraufhin zu Polls Wohnung, die gleichzeitig sein Atelier ist, dort treffen sie allerdings niemanden an, da Poll mit Gisela in München ist. Ein benachbarter Geschäftsinhaber sagt Schmidt gegenüber aus, dass Poll mit einem Mietwagen in Urlaub gefahren ist. Er wollte nach zwei Tagen wieder da sein, ist aber nach zehn Tagen immer noch unterwegs. Polls eigener Wagen sei angeblich kaputt, eine Überprüfung durch Hassert ergibt aber, dass der Wagen funktioniert. Hassert überprüft die Leihwagenfirmen und findet heraus, dass Poll einen Leihwagen genommen, diesen aber noch nicht zurückgebracht hat, obwohl die vereinbarte Leihfrist um Tage überschritten ist. Der Wagen wurde schließlich in München wieder abgegeben. Schmidt und Hassert können eine Verbindung zwischen Poll und Bremer ermitteln, dieser hat sich am gleichen Tag ebenfalls einen Leihwagen genommen, diesen aber zwei Tage später planmäßig wieder abgegeben.
Die Beamten suchen Bremer auf, dieser gibt an, mit dem Leihwagen nach München gefahren zu sein, doch dazu fehlen, wie die Beamten ermittelt haben, 600 Kilometer auf dem Tacho. Bremer verwickelt sich in Widersprüche, als er behauptet, mit seiner Freundin, Erika Marquart, in den Urlaub nach München gefahren zu sein. Er hätte sich mit seiner Freundin verkracht, woraufhin diese mit Martin Poll weitergefahren und er gleich hinter der Grenze umgedreht habe und zurück nach Berlin gefahren sei. Bremer ist bei diesen Angaben sichtlich nervös. Schmidt kontaktiert seinen Münchener Kollegen Veigl, der Poll überprüfen und festnehmen soll. Veigl und Lenz fahren zum Hotel, in dem Poll und die angebliche Erika Marquart abgestiegen waren. Dort erfahren sie, dass die beiden bereits abgereist sind. Schmidt und Hassert spekulieren, dass eine Person, die Erika Marquart, wenn sie denn die Leiche sei, auf der Transitstrecke ums Leben gekommen und eine andere, ostdeutsche Frau an ihrer Stelle ausgereist sein muss. So können sie die Fährte des Falls richtig aufnehmen und vermuten eine professionelle Fluchthilfe. Sie überprüfen die Identität Erikas, da die unbekannte Leiche am nächsten Tag nach West-Berlin überführt werden soll. Bremer wird unterdessen vom Drahtzieher der Fluchthilfe gemaßregelt, da dieser keine Zeugen gebrauchen kann. Schmidt und Hassert suchen unterdessen Erikas Chef auf. Dieser berichtet unter anderem von den Schulden, die Erika bei ihm hatte. Weiter fügt er an, der Betrag sei von München aus an ihn überwiesen worden und die Schulden somit beglichen. Er wunderte sich, dass sie nicht wiederkam, das Geld aber überwiesen hatte. Er berichtet, dass sie vor dem Urlaub von Bremer abgeholt worden sei. Sie sei so verliebt in ihn gewesen, dass sie sich ihm zuliebe sogar die Haare hat färben lassen. Weiterhin hat er eine Nachricht auf Schreibmaschine bekommen, dass sie ihre große Liebe und ihr großes Glück gefunden habe und nicht wiederkomme. Die Beamten zeigen dem Chef das Foto der Leiche, die als Erika Marquart identifiziert wird.
Hassert informiert darauf den sich in einer Besprechung befindlichen Schmidt, in der es um die Frage der Fluchthilfe geht, dass Bremer spurlos verschwunden sei. Bremer ist nach München geflogen. Schmidt ahnt, dass die ostdeutsche Frau, die unter dem Namen „Erika Marquart“ lebt, ermordet werden soll, da sie eine unliebsame Zeugin ist. Er weist seinen Kollegen Veigl an, Bremer zu beschatten, aber nicht zu verhaften. Veigl und sein Team beschatten Bremer vom Flughafen an. Schmidt reist aus Berlin an und berichtet Veigl, dass Gisela in Lebensgefahr sei. Poll fährt am nächsten Tag mit Gisela von München aus in ein Dorf an der innerdeutschen Grenze, in dem er sie verstecken will. Er hat mit Bremer abgesprochen, dass er sie dort umbringen soll. Veigl, Lenz und Schmidt folgen Bremer, der sich in einer Tanzbar eine Waffe besorgt. Poll weist Gisela an sie solle sich in dem Dorf (evtl. Mödlareuth) bei Töpen als DDR-Flüchtling beim Bürgermeisteramt melden und setzt sie am vereinbarten Punkt ab, an dem sie Bremer zum Opfer fallen soll. Bremer sieht Gisela und setzt mit seiner Waffe auf sie an. Kommissar Schmidt kann im letzten Moment mit Veigls Dienstwagen dazwischen gehen und Bremer verhaften. Veigl stellt fest, dass die Waffe ein Ost-Modell ist, Bremer wollte eine Erschießung durch DDR-Grenzbeamte vortäuschen. Erst jetzt realisiert Gisela, dass sie in höchster Lebensgefahr war. Poll entkommt und es wird nicht aufgeklärt, was ihm widerfährt.

## Musik
Das bei ca. 33:00 im Autoradio gespielte Lied ist "Marie-Louise" von der DDR-Band "Wir".